# بيري بوميستر
بيري بوميستر (بالألمانية: Peri Baumeister) هي ممثلة تلفزيونية وسينمائية ألمانيا، ولدت في 1986 في برلين في ألمانيا. اشتهرت في المملكة المتحدة بدورها كسيدة جيزيلا في الموسمين الثاني والثالث من المسلسل المملكة الأخيرة وشخصية سارة في مسلسل التلفزيوني أفق لعام 2019 على نتفليكس وفيلم الرعب الخاص بطائرة مصاصي الدماء السماء القرمزية لعام 2021.

## روابط خارجية
- Peri Baumeister على موقع IMDb (الإنجليزية)
- Peri Baumeister على موقع مونزينجر (الألمانية)
- Peri Baumeister على موقع ألو سيني (الفرنسية)
- Peri Baumeister على موقع قاعدة بيانات الفيلم (الإنجليزية)
- Peri Baumeister على موقع كينوبويسك (الروسية)